# توازن عام محسوب
نماذج التوازن العام المحسوب أو التوازن القابل للحساب هي فئة من النماذج الاقتصادية التي تستخدم البيانات الاقتصادية الفعلية لتقدير كيفية تفاعل الاقتصاد مع التغيرات في السياسات أو التكنولوجيا أو العوامل الخارجية الأخرى. يشار إلى نماذج التوازن العام المحسوب أيضًا بنماذج التوازن العام التطبيقي.

## نظرة عامة
يتألف نموذج التوازن العام المحسوب من معادلات تصف متغيرات النموذج وقاعدة بيانات (عادةً تكون مفصلة جدًا) تتسق مع معادلات النموذج هذه. تميل المعادلات إلى أن تكون كلاسيكية حديثة في الجوهر، وكثيرًا ما تفترض سلوك تقليل التكاليف من جانب المنتجين، وتسعير متوسط التكلفة، ومطالب الأسر المعيشية استنادًا إلى السلوك الأمثل. غير أن معظم نماذج التوازن العام المحسوب تتفق على نحو مسترسل فقط مع نموذج التوازن العام النظري. على سبيل المثال، قد تسمح بما يلي:
1. المقاصة غير السوقية، ولا سيما فيما يتعلق بالعمالة (البطالة) أو السلع الأساسية (المخزونات)
2. المنافسة غير المثالية (على سبيل المثال، التسعير الاحتكاري)
3. لا تتأثر الطلبات بالسعر (على سبيل المثال، مطالب الحكومة)

تتألف قاعدة بيانات نموذج التوازن العام المحسوب مما يلي:
1. جداول قيم المعاملات، التي تُظهر، على سبيل المثال، قيمة الفحم الذي تستخدمه صناعة الحديد. عادة ما تُعرض قاعدة البيانات كجدول مدخلات-مخرجات أو كمصفوفة محاسبة اجتماعية. في كلتي الحالتين، تغطي الاقتصاد بأكمله لبلد ما (أو حتى العالم بأسره)، وتميز عددًا من القطاعات والسلع الأساسية والعوامل الأولية وربما أنواع الأسر المعيشية. تتراوح التغطية القطاعية من تمثيلات بسيطة نسبيًا لرأس المال والعمل والمنتجات الوسيطة إلى تمثيلات شديدة التفصيل لقطاعات فرعية محددة (مثل قطاع الكهرباء في جي تي أي بي- باور (مشروع تحليل التجارة العالمية -الطاقة[1])).
2. المرونة: معامِلات لا بعدية تمثل الاستجابة السلوكية. على سبيل المثال، تحدد مرونة الطلب على الصادرات من خلال مقدار حجم الصادرات الذي قد ينخفض إذا ارتفعت أسعار الصادرات. قد تنتمي مرونات أخرى إلى المرونة الدائمة لفئة الاستبدال. من بين هذه المرونات؛ مرونة أرمينغتون التي تبين ما إذا كانت منتجات بلدان مختلفة بدائل متقاربة، والمرونات التي تقيس مدى سهولة استبدال المدخلات في الإنتاج ببعضها البعض. تُظهر مرونة الطلب بالنسبة للدخل كيف تستجيب مطالب الأسر للتغيرات في الدخل.

تنحدر نماذج التوازن العام المحسوب من نماذج المدخلات-المخرجات التي استكشفها فاسيلي ليونتييف، ولكنها تسند دورًا أكثر أهمية للأسعار. بالتالي، حيث افترض ليونتييف أنه يلزم توفير قدر ثابت من العمل لإنتاج طن من الحديد، على سبيل المثال، فإن نموذج التوازن العام المحسوب سيسمح عادة بمستويات الأجور بالتأثير (السلبي) على طلبات العمل.
تستمد نماذج التوازن العام المحسوب أيضًا من نماذج التخطيط لاقتصادات البلدان الفقيرة التي أنشئت (عادة من قبل خبير أجنبي) اعتبارًا من عام 1960 فصاعدًا. مقارنة بنموذج ليونتييف، فإن نماذج تخطيط التنمية ركزت بشكل أكبر على القيود أو النقص في العمالة الماهرة أو رأس المال أو الصرف الأجنبي.
تنحدر نماذج التوازن العام المحسوب للاقتصادات الأكثر ثراءًا من نموذج إم إس جي للنرويج الذي وضعه ليف يوهانسن في عام 1960، والنموذج الثابت الذي وضعه مشروع كامبريدج للنمو في المملكة المتحدة. كان كلا النموذجين يتمتعان بنكهة براغماتية، ويتبعان المتغيرات مع مرور الزمن. يعد نموذج موناش الأسترالي ممثلًا حديثًا لهذه الفئة. قد يكون أول نموذج للتوازن العام المحسوب الممثال للنموذج المتبع اليوم هو نموذج تايلور وبلاك (1974).
تكون نماذج التوازن العام المحسوب مفيدة كلما أردنا تقدير أثر التغيرات في جزء من الاقتصاد على بقية أجزاء الاقتصاد. على سبيل المثال، قد تؤثر الضريبة المفروضة على الدقيق على أسعار الخبز، وعلى مؤشر أسعار المستهلك، وبالتالي ربما على الأجور والتوظيف. استُخدمت هذه النماذج على نطاق واسع لتحليل السياسة التجارية. في الآونة الأخيرة، كان التوازن العام المحسوب طريقة شائعة لتقدير الآثار الاقتصادية للتدابير الرامية إلى الحد من انبعاثات الغازات الدفيئة.
تحتوي نماذج التوازن العام المحسوب دائمًا على متغيرات أكثر من معادلات، لذا يجب وضع بعض المتغيرات خارج النموذج. تُعرف هذه المتغيرات بأنها خارجية، ويطلق على الباقي، الذي يحدده النموذج، بالداخلية. يسمى اختيار المتغيرات التي يجب أن تكون خارجية بغلق النموذج، وقد يثير جدلًا. على سبيل المثال، يحتفظ بعض مصممي النماذج بعمالة وميزان تجاري ثابتين، ويسمح البعض الآخر بتفاوت تلك المتغيرات. تكون المتغيرات التي تحدد التكنولوجيا، وأذواق المستهلك، والأدوات الحكومية (مثل المعدلات الضريبية)؛ خارجية عادةً.
توجد اليوم العديد من نماذج التوازن العام المحسوب في مختلف البلدان. من أشهر نماذج التوازن العام المحسوب على الصعيد العالمي: نموذج جي تي أي بي للتجارة العالمية.
تعتبر نماذج التوازن العام المحسوب مفيدة في وضع نماذج لاقتصادات البلدان التي تندر فيها بيانات المتسلسلات الزمنية أو لا تكون ذات صلة (ربما بسبب اضطرابات مثل تغييرات النظام). هنا، لابد أن تحل الافتراضات القوية المعقولة المتأصلة في النموذج محل الأدلة التاريخية. بالتالي، كثيرًا ما يجري تحليل الاقتصادات النامية باستخدام نماذج من التوازن العام المحسوب، مثل تلك التي تستند إلى النموذج الموحد للمعهد الدولي لبحوث السياسات الغذائية.